# 佩姬
佩姬（英語：Paige，1992年8月17日—），本名莎拉雅-傑德·貝維斯（英語：Saraya-Jade Bevis），是英國職業摔角選手和女演員，曾受聘於WWE和AEW。
在佩姬的摔角事業中，佩姬曾是兩次WWE麗人冠軍，也是史上最年輕冠軍（2014年，當時21歲），及一次NXT女子冠軍。她也是20世紀90年代出生後第一位贏得WWE冠軍的選手，在結束摔角生涯後，也曾擔任過SmackDown品牌的總經理。2019年电影《为家而战》就改编自她的经历。2022年7月與WWE解除專屬合約。
2022年9月21以本名Saraya首次亮相於AEW並宣告回歸擂台選手。2025/3/26 Saraya親自在Podcast節目上證實自己已離開AEW。

## 個人生活
佩姬的父母和兩個哥哥都是半職業摔角選手。剛加入WWE時，教練發現她患有脊椎側彎。佩姬的未婚夫是前WWE摔角選手阿爾貝托·德·里奧，但已於2017年底分手。

## 外部連結
- 佩姬在WWE官方網站的介紹 （页面存档备份，存于）（英文）
- 佩姬的X（前Twitter）
- 佩姬的Twitch频道
- 佩姬的Facebook專頁
- 佩姬的Instagram帳戶
- 莎拉雅-傑德·貝維斯在互联网电影资料库（IMDb）上的資料（英文）